# Луговое (Вадинский район)
Луговое — село в Вадинском районе Пензенской области России. Входит в состав Серго-Поливановского сельсовета.

## География
Село находится в северо-западной части Пензенской области, в пределах восточной окраины Окско-Донской низменности, в лесостепной зоне, на левом берегу реки Вад, на расстоянии примерно 18 километров (по прямой) к северо-западу от села Вадинска, административного центра района. Абсолютная высота — 124 метра над уровнем моря.
Климат
Климат характеризуется как умеренно континентальный. Средняя температура воздуха самого холодного месяца (января) составляет −11,5 °C (абсолютный минимум — −44 °С); самого тёплого месяца (июля) — 19,5 °C (абсолютный максимум — 38 °С). Продолжительность безморозного периода составляет 133 дня. Годовое количество атмосферных осадков — 467 мм. Снежный покров держится в среднем 141 день.

## История
Основано в конце XVII века дворянином Федором Федоровичем Дураковым. В 1782 году село Архангельское, Дураково тож, находилось в собственности у ряда мелкопоместного уездного дворянства и у однодворцев. В то время в Архангельском имелись: 83 двора, православный храм во имя Архангела Михаила и деревянный господский дом. В 1894 году работало земское училище.
По состоянию на 1911 год в Дураково, входившему в состав Серго-Поливановской волости Керенского уезда, имелись: семь крестьянских обществ, 135 дворов, церковь, земская школа, водяные и ветряная мельницы, синильня, кузница и две лавки. Население села того периода составляло 1002 человека. По состоянию на 1934 год в селе располагался Дураковский участок Вадского коноплеводского совхоза системы Лубтреста. В 1952 году указом Президиума Верховного Совета РСФСР село было переименовано в Луговое.

## Население
| 1782 | 1864 | 1877 | 1897 | 1911  | 1926  | 1930  |
| ---- | ---- | ---- | ---- | ----- | ----- | ----- |
| 480  | ↗521 | ↗621 | ↗800 | ↗1002 | ↗1231 | ↘1172 |
| 1939 | 1979 | 1989 | 1996 | 2002  | 2010  |       |
| ↘721 | ↘148 | ↘20  | ↘10  | ↗133  | ↘89   |       |

Половой состав
По данным Всероссийской переписи населения 2010 года в гендерной структуре населения мужчины составляли 43,8 %, женщины — соответственно 56,2 %.
Национальный состав
Согласно результатам переписи 2002 года, в национальной структуре населения русские составляли 94 % из 133 чел.

## Улицы
Уличная сеть села состоит из четырёх улиц.